# Anton Aloys Wolf
Anton Aloys Wolf (in sloveno: Anton Alojzij Wolf; Idria, 14 giugno 1782 – Lubiana, 7 febbraio 1859) è stato un vescovo cattolico sloveno, vescovo di Lubiana, nell'odierna Slovenia.

## Biografia
Dopo aver studiato teologia a Lubiana, Anton Wolf divenne diacono il 2 settembre 1804 e il 15 dicembre 1804 fu ordinato sacerdote. Nel 1807 divenne cancelliere della diocesi e nel 1814 canonico della cattedrale di San Nicola. Il 27 febbraio 1824 le autorità austriache scelsero Anton Wolf per guidare la diocesi di Lubiana. Il 12 luglio 1824 papa Leone XII approvò la nomina di Wolf, e prese possesso della diocesi il 2 ottobre 1824. Durante il suo mandato di vescovo, Wolf riorganizzò la diocesi di Lubiana. Avviò e finanziò la pubblicazione di una nuova traduzione della Bibbia in sloveno (1863), un dizionario tedesco-sloveno (1860) e un dizionario sloveno-tedesco. Wolf morì il 7 febbraio 1859 a Lubiana.

## Genealogia episcopale e successione apostolica
La genealogia episcopale è:
- Cardinale Scipione Rebiba
- Cardinale Giulio Antonio Santori
- Cardinale Girolamo Bernerio, O.P.
- Arcivescovo Galeazzo Sanvitale
- Cardinale Ludovico Ludovisi
- Cardinale Luigi Caetani
- Cardinale Ulderico Carpegna
- Cardinale Paluzzo Paluzzi Altieri degli Albertoni
- Cardinale Flavio Chigi
- Papa Clemente XII
- Cardinale Giovanni Antonio Guadagni, O.C.D.
- Cardinale Cristoforo Migazzi
- Vescovo Michael Léopold Brigido
- Arcivescovo Sigismund Anton von Hohenwart, S.I.
- Arcivescovo Augustin Johann Joseph Gruber
- Arcivescovo Joseph Walland
- Vescovo Anton Aloys Wolf

La successione apostolica è:
- Vescovo Matteo Ravnikar (1831)
- Arcivescovo Andreas Gollmayr (1855)